# Горња Сушица
Горња Сушица је насељено место у општини Сандански у области Благоевград, Бугарска. Према попису из 2021. године блио је 22 становника.
Према бугарском географу и историчару, Василу Канчову, у Горњој Сушици је 1900. године живело 500 Словена хришћана и 15 Аромуна.